# Aeronave Alvear
O Alvear foi uma aeronave experimental monomotor e monoplano de asa média. Sua estrutura era de madeira com as nervuras das asas de pinho do Paraná e as longarinas de faia, sendo externamente coberto com tela de linho envernizada. O motor era do tipo Gnome rotativo de 7 cilindros e 60HP, com hélices Chauvier de madeira. O trem de pouso era fixo, com rodas dianteiras e patim metálico fixo traseiro.
Foi a segunda aeronave construída no Brasil e, com exceção do motor e hélices franceses, empregou materiais e componentes nacionais em sua fabricação.
Foi construído por J. d'Alvear com recursos próprios e concluído em outubro 1914. O avião foi registrado pela carta patente 8563.
O primeiro voo ocorreu em novembro de 1914 pilotado por Ambrósio Caragiola, o qual se acidentou fatalmente em fevereiro de 1915 com essa mesma aeronave.